# Trabeculoplastia
La trabeculoplastia es un tratamiento con láser para el glaucoma. Se realiza en una lámpara de hendidura equipada con láser de argón, utilizando un espejo de lente de gonioscopio de Goldmann. Concretamente, se utiliza un láser de argón para mejorar el drenaje a través de la malla trabecular del ojo, por donde drena el humor acuoso. Esto ayuda a reducir la presión intraocular causada por el glaucoma de ángulo abierto.

## Investigación
El ensayo LiGHT comparó la eficacia de los colirios y la trabeculoplastia selectiva con láser para el glaucoma de ángulo abierto. Ambos contribuyeron a una calidad de vida similar, pero la mayoría de las personas sometidas a tratamiento con láser pudieron dejar de usar colirios. También se demostró que la trabeculoplastia con láser era más rentable.